# Aïn Lahdjar
Aïn Lahdjar, également orthographié, Aïn El Ahdjar est une commune de la wilaya de Sétif en Algérie.